# Clemens von Raglovich

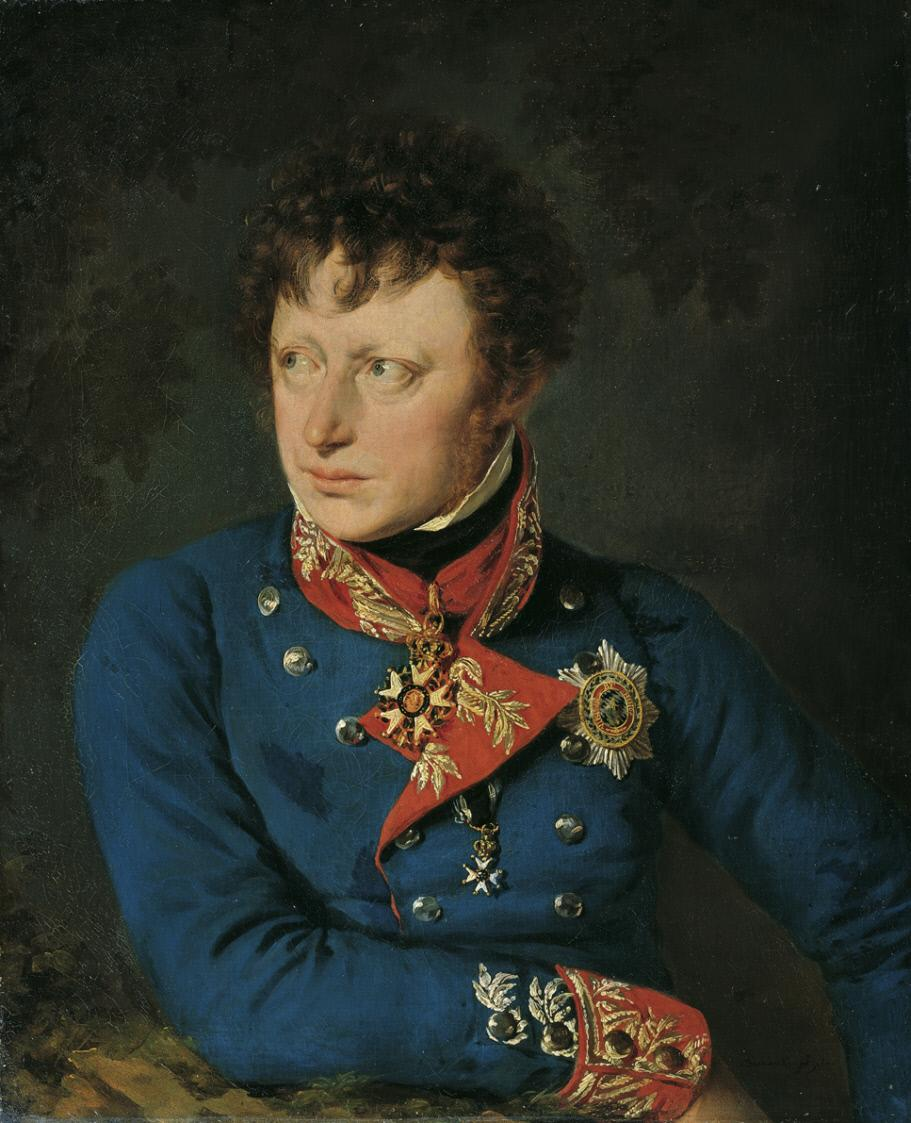
Raglovich, retrato de en torno a 1822.

Clemens o Klemens Wenzel Freiherr von Raglovich und zum Rosenhof (29 de junio de 1766 - 3 de junio de 1836) fue un General de Infantería bávaro.

## Biografía
Raglovich nació en Dillingen, el hijo de un oficial del ejército. Sirvió como oficial del Círculo de Suabia en el ejército del Sacro Imperio Romano Germánico. En 1767 pasó a ser Hauptmann y participó en las campañas de las guerras de 1793 a 1796 en el río Rin y en 1799 en el norte de Italia, donde fue herido en la batalla de Novi Ligure. Mientras tanto, avanzó a Segundo Mayor en 1786 y a Primero Mayor en 1793, mientras servía en el 1.º Regimiento de Infantería del Conde Friedrich zu Fürstenberg-Stühlingen. En 1799 se convirtió en Oberst.
Como resultado del Tratado de Lunéville, Dillingen pasó a formar parte del reino bávaro y fue controlado por el Ejército bávaro en 1803. Raglovich participó en las campañas de 1805, 1806/07, y después fue promovido a Mayor General y Brigadier en 1806, como jefe de Estado Mayor de la 1.ª División Real Bávara en la campaña de 1809. En la batalla en Rusia fue herido cerca de Polotsk y repatriado. Luchó en las batallas de Bautzen y Dennewitz en Prusia. En 1813 fue promovido a Teniente General y comandante divisional, y en 1814 supervisó el despliegue del Ejército de reserva bávaro. En 1817 pasó a ser director del bureau de topografía, y este fue transferido a la institución militar. Inició la fundación del conservatorio principal de la biblioteca del ejército. En 1819 pasó a ser miembro del Reichsrat bávaro. Un año después asumió el puesto de Jefe de Estado Mayor General, y avanzó a General der Infanterie en 1823. En 1821 pasó a ser miembro honorario de la Academia de Ciencias de Baviera, y en 1829 se convirtió en jefe de la 2.ª sección del Ministerio de Guerra.
Raglovich murió en Múnich, donde es enterrado en el Antiguo Cementerio del Sur. La Raglovichstraße en el barrio de Neuhausen de la ciudad es nombrada en su honor.

## Condecoraciones
- Cruz de Caballero de la Orden de San Huberto (Hubertus-Orden)
- Cruz de Caballero de la Orden Militar de Max Joseph